# Лесото на летних Олимпийских играх 2020
Королевство Лесото на летних Олимпийских играх 2020 года было представлено двумя легкоатлетами, которые выступали в марафонском беге. В связи с пандемией COVID-19 Международный олимпийский комитет принял решение перенести Игры на 2021 год.
Токийская Олимпиада стала двенадцатой в истории Лесото.

## Результаты

### Лёгкая атлетика
Мужчины
| Спортсмен            | Дисциплина | Результат | Отставание | Место |
| -------------------- | ---------- | --------- | ---------- | ----- |
| Хоарахлане Сеутлоали | Марафон    | 2:25:03   | +16:25     | 67    |

Женщины
| Спортсменка   | Дисциплина | Результат | Отставание | Место |
| ------------- | ---------- | --------- | ---------- | ----- |
| Нехенг Хатала | Марафон    | 2:33:15   | +5:55      | 20    |